# ケチカン
ケチカン（英: Ketchikan, [ˈkɛtʃɪkæn], KETCH-ih-kan;, トリンギット語: Kichx̱áan）は、アメリカ合衆国のアラスカ州にある都市。ケチカンゲートウェイ郡の郡庁所在地である。アレキサンダー諸島のレヴィヤヒヘド島に位置し、ダウンタウンは国家歴史的景観地区に指定されている。
人口は8,192人（2020年国勢調査）で、前回2010年国勢調査の8,150人から増加した。アラスカ州で6番目に人口の多い都市（国勢調査指定地域なども含めると13番目）である。1900年8月25日に市制施行した、州内で現在も存続する最古の都市でもある。
市名は、市街を流れてダウンタウンのすぐ南東でトンガス海峡にそそぐケチカン川に由来する。川の名前はトリンギット語に由来するとされるが、その意味は判然としない。

## 概要

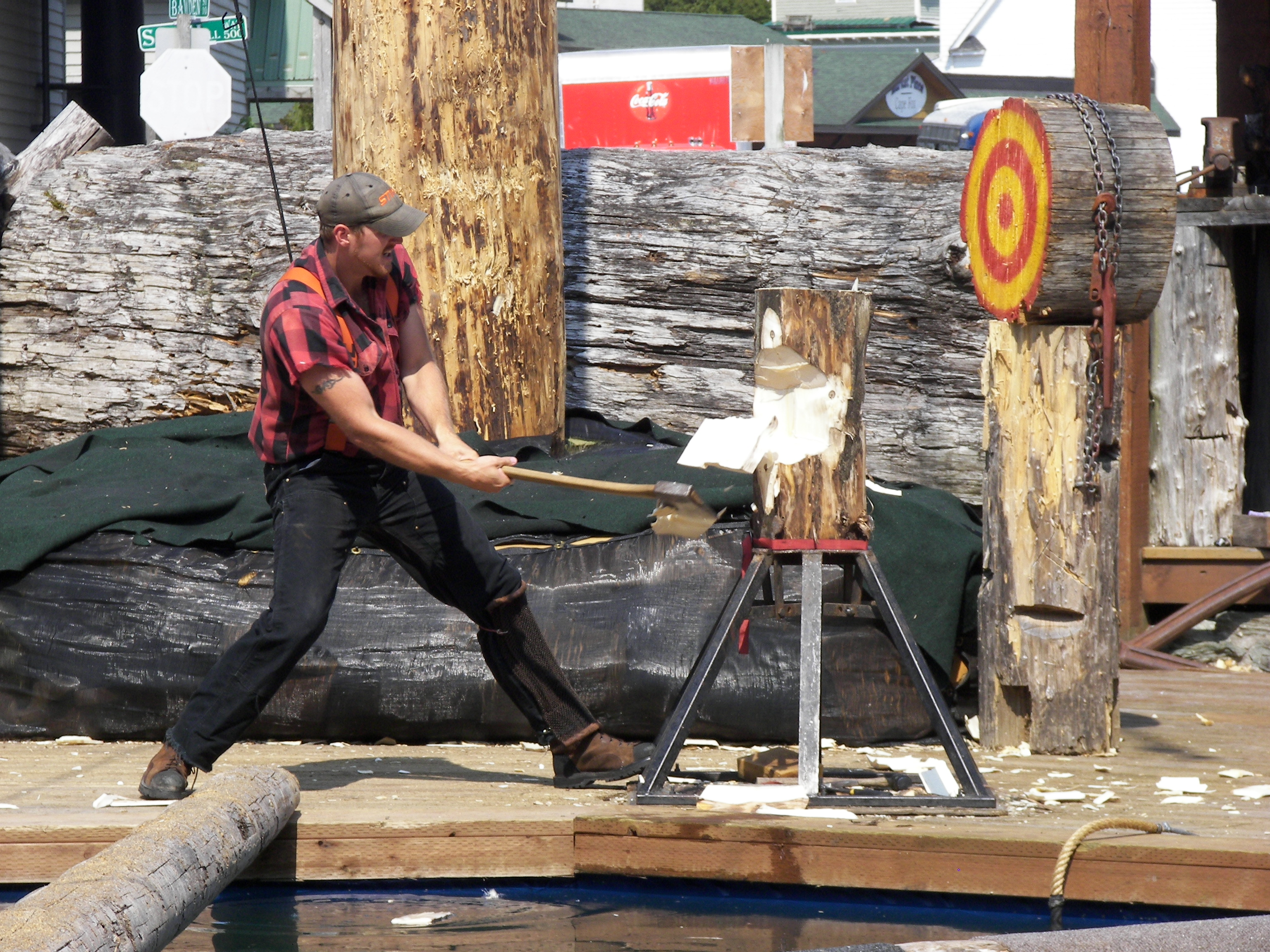
丸太切り競争

夏場は観光客で賑わう。イベントで伐採した樹木を斧で削り取る丸太切り競争ショーなどがある。

## 歴史
この地では元々、先住民族（インディアン）のクリンケット族がサケを獲るなどして暮らしていた。1887年に白人がこの地に入植し、開発が進められた。1897年にはサケの缶詰工場が建設され、その翌年には金が発見されるなどし、町は段々と発展していった。その後、ゴールドラッシュは衰退していったが、1930年頃からは漁業がメインの産業となり、「サーモンのメッカ」と呼ばれるまでになった。

## 交通
空路はケチカン国際空港があり、海路はアラスカ・マリーン・ハイウェイとその本部があり、インターアイランドフェリーもある。

## 姉妹都市
- 下呂市（日本 岐阜県） - もともと岐阜県益田郡金山町と、姉妹都市として提携していた（小中学生の教育交流が中心）。平成の大合併によって同町が下呂市の一部となって以降も提携は継続されており、現在では下呂市全体との交流が進められている。